# Giovanni Fieschi

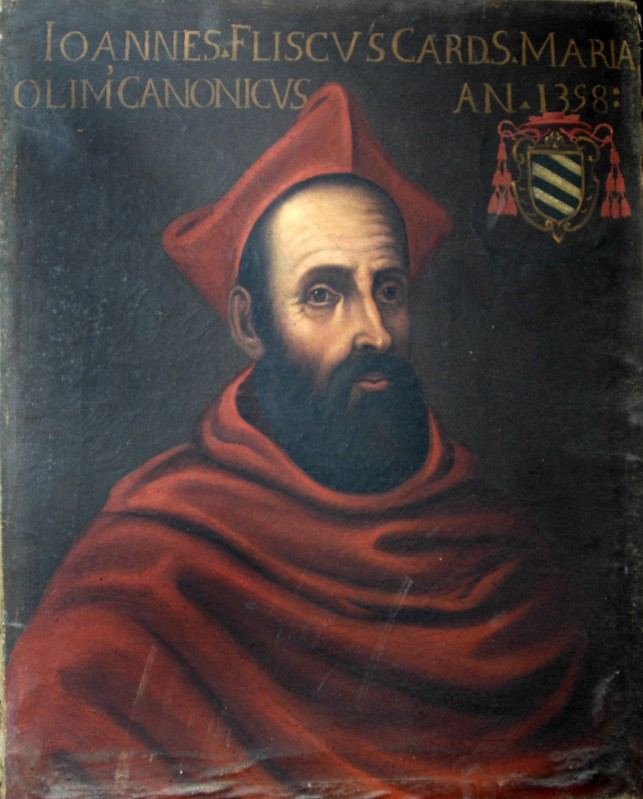
Kardinal Giovanni Fieschi (Gemälde der Scuola ligure, 1. Hälfte 17. Jhd.)

Giovanni Fieschi (* im 13. oder 14. Jahrhundert; † Dezember 1384 in Rom) war ein Kardinal der katholischen Kirche.
Aus der Genueser Adelsfamilie Fieschi stammend, der die Päpste Innozenz IV. und Hadrian V. angehörten, war er Kaplan des Papstes und Auditor der Rota Romana. 1348 zum Bischof von Vercelli gewählt, erhielt er am 12. Januar 1349 die päpstliche Bestätigung als Bischof. Papst Urban VI. kreierte ihn am 13. September 1378 zum Kardinalpriester von San Marco.